# Коляко, Яков Петрович
Яков Петрович Коляко (1918—2002) — советский государственный деятель и инженер-конструктор, кандидат технических наук (1959), создатель ракетно-космической техники, участник осуществления запуска Первого в Мире искусственного спутника Земли — космического аппарата «Спутник-1» (1957) и участник подготовки и осуществления первого в мире полёта космического корабля-спутника Восток с человеком на борту (1961). Лауреат Государственной премии СССР (1976).

## Биография
Родился 22 ноября 1918 года в селе Покровка (в составе Приморского края).

### Образование и участие в Великой Отечественной войне
С 1940 по 1941 год обучался в  Московском механико-машиностроительном институте имени Н. Э. Баумана,  С 1941 года призван в ряды РККА, участник Великой Отечественной войны в составе 150-го отдельного разведбатальона 130-й стрелковой дивизии в должности заместителя политрука, воевал в Центральном и Северо-Западном фронтах. В 1943 году в бою получил тяжёлое ранение плеча и груди с повреждением семи рёбер и левого лёгкого: 

В мае месяце 1942 года группа разведчиков, в которую входил т. Коляко было приказано достать "языка" в районе села Молтовицы. Выполняя данное задание т. Коляко был тяжело ранен пулей в грудь. В результате чего вырезано семь рёбер и сжато одно лёгкое
В 1944 году после прохождения лечения, был комиссован из рядов РККА, став инвалидом II группы. С 1944 по 1948 год продолжил обучение в МВТУ имени Н. Э. Баумана, по окончании которого ему была присвоена специальность инженера-механика.

### В ОКБ-1 — ЦКБЭМАШ и участие в создании ракетно-космической техники
С 1947 по 1992 год на научно-исследовательской работе в Специальном конструкторском бюро НИИ-88 (с 1950 года — ОКБ-1, с 1966 года — Центральное конструкторское бюро экспериментального машиностроения, с 1974 года — НПО «Энергия») работал под руководством С. П. Королёва в должностях: с 1947 по 1966 год —  инженер, руководитель группы и сектора. С 1966 по 1972 год — заместитель начальник отдела и руководитель сектора, начальник отдела. С 1972 по 1974 год — заместитель начальника комплекса, с 1974 по 1992 год — заместитель главного конструктора и исполняющий обязанности главного конструктора, заместитель руководителя отделения НПО «Энергия». С 1992 по 1995 год — научный консультант РКК "Энергия".
Я. П. Коляко был участником разработки технической и конструкторской документации для первых баллистических ракет дальнего действия, в том числе первой баллистической ракеты малой дальности «Р-1», блоков «И» и «Л» третий и четвёртой  ступеней первых космических аппаратов  ракеты-носителя Р-7, первых и последующих искусственных спутников Земли и пилотируемых космических кораблей, в том числе первого в Мире космического аппарата «Спутник-1» в 1957 году и осуществления первого в мире полёта космического корабля-спутника «Восток» с человеком на борту в 1961 году. Я. П. Коляко являлся одним из разработчиков проектно-конструкторской документации на первые спутники обеспечившие выведение автоматических межпланетных станций типа «Луна» для изучения Луны и космического пространства. С 1963 года Я. П. Коляко был руководителем разработки проектов по созданию пилотируемого космического корабля «Союз 7К-Л1» разработанных для полётов к Луне с возвращением на Землю и совершивших только автоматические беспилотные полёты и ракеты-носителя сверхтяжёлого класса
для выведения этого аппарата в космос «Н-1». Я. П. Коляко принимал участие в создании пилотируемых орбитальных научных станций, осуществлявших полёты в околоземном космическом пространстве с космонавтами и в автоматическом режиме — «Салют» и «Мир», а также в создании многоразовой транспортной космической системы «Энергия — Буран».
В 1957 году Указом Президиума Верховного Совета СССР «За успешное осуществление запуска Первого в Мире искусственного спутника Земли и искусственного спутника с живым существом на борту» Я. П. Коляко был награждён Орденом Трудового Красного Знамени.
17 июня 1961 года Указом Президиума Верховного Совета СССР «За большие успехи, достигнутые в развитии ракетной промышленности, науки и техники, успешное осуществление первого в мире полета Советского человека в космическое пространство на корабле-спутнике "Восток"» Я. П. Коляко был награждён Орденом Ленина.
5 ноября 1976 года «закрытым» Постановлением ЦК КПСС и СМ СССР «За участие в работе по созданию и осуществлению полета орбитальной станции "Салют-4"» Я. П. Коляко был удостоен Государственной премии СССР.
Скончался 10 февраля 2002 года в Москве, похоронен на Перепечинском кладбище
Московской области.

## Награды
- Орден Ленина (17.06.1961)
- Орден Отечественной войны I степени (06.04.1985)
- Орден Трудового Красного Знамени (1957)
- Орден Красной Звезды (06.11.1947)
- Орден «Знак Почёта» (1956)
- Медаль «За победу над Германией в Великой Отечественной войне 1941—1945 гг.»

### Премии
- Государственная премия СССР (5.11.1976)[2][3][4][5]